# Радомир Николић Моравац
Радомир Николић Моравац (Доња Трнава, 31. јануар 1920 – Ниш, мај 2001) био је српски фотограф. Николић Моравац је био званични уметнички фотограф Народног позоришта у Нишу. Он је својим уметничким фотографијама значајно обогатио културни индустријски и историјског развоја Ниша и околине из друге половине 20. века.

## Живот и каријера
Рођен је у породици ковача Владимира и кројачице Савке. Одрастао је у време када су занати били цењени и важни. Са фотографским занатом, који га је одушевио, први пут се упознао на сеоским окупљањима у околини Доње Трнаве у којој је проводио детињство. У Алексинцу, за време похађања гимназије, спријатељио се фотографом Војом Милошевићем Прокинцем, са којим је почео да усавршава своје фотографско умеће.
Када је током Другог светског рата доспео у заробљеништво, фотографски занат му је омогућио да лакше издржи заробљеничке дане, јер му се указала прилику да ради у једном од најелитнијих фотографских студија у Бечу. Иако му се по завршетку рата указала прилика да у Аустрији настави живот и усавршава се као фотограф, носталгија га је вратила у родно Поморавље.
По повратку из заробљеништва у родни крај, једно време био је ангажован као фото-репортер у Штабу Прве армије и, накратко, и као војни иследник у Сенти. Иако је по повратку у земљу добро владао занатом, да би отворио сопствену фотографску радњу морао је да положи мајсторски испит, који је положио са фотографијом своје супруге и ћерке. Преселио се са породицом у Ниш, где је постављен на место управника Урбанистичког завода.
У Нишу је Радомир отворио фотографску радњу и постао један од првих уметничких фотографа након завршетка Другог свестког рата. Иако је до своје смрти радио и живео у Нишу, он није заборавио свој родни крај и љубав према њему исказао је у свом уметничком надимку: Моравац, по коме је до данас остао познатији него по свом имену и презимену.
Његов први фотографски атеље био је у шпајзу стана у Цвијићевој улици, а у летњим месецима је радио у Нишкој Бањи, где су настале фотографије многобројних бањских гостију. Другу фотографску радњу је отворио је у улици Филипа Кљајића, данас Краља Стефана Првовенчаног. Следећи атеље, у коме је радио све до своје смрти Радомир је отворио у Нишу у улуци Петог конгреса КПЈ, данашњој Николе Пашића, y старом трговачком делу Ниша, жили куцавици нишког кафанског, занатског и трговачког живота, некада и данас.  У овом атељеу настале су бројне фотографије у којима су забележени важни догађаји и знамените личности из вишедеценијског периода културног, индустријског и историјског развоја Ниша и околине. Као искусни фотограф, школовао је многе будуће фотографе и био је задужен за спровођење мајсторских испита.
Међу првима у Нишу, почев од 1961. године, бавио се и израдом фотографија у боји. Бавио се и рекламном фотографијом. Дуго година радио је фотографије за Дуванску индустрију Ниш и Електронску индустрију Ниш.

## Уметност
У време златног доба Народног позоришта у Нишу, 1960-их година, под управом Љубише Ружића и Боре Трајковића, Радимир је, на позив Еугена Вербера, постао вишегодишњи званични позоришни фотограф. Из тог периода остале су у архиву Народног позоришта сачуване бројне Радомирове фотографије са култних представа из 1950-их и 1960-их година, међу којима и оне са дуго извођенe представe Госпођа министарка у режији Александра Ђорђевића, са Радмилом Савићевић и Жиком Миленковићем у главним улогама, затим Зона замфирова и Клопка за осам беспомоћних жена из 1963. године и многе друге.
Радећи као званични фотограф Народног позоришта у Нишу, Радомир је, користећи камеру дворског фотографа Сотира Недељковића из 1878. године, за собом оставио броје фотографије са позоришне сцене, које су постале историјско сведочанство позоришног заната који се одвијао на нишкој позоришној кући.
По речима Моравца, „за фотографију као занат је увек срећно време јер све остаје забележено, а једино црно-бела техника остаје за историју. Тајна је у сребру.”

## Галерија
- Део изложбене поставке фотографија Радомира Николића Моравца у Нишу (2023)
- Фотографије са позоришне сцене, које су постале историјско сведочанство Народног позоришта у Нишу.